# المسألة الألمانية

أوروبا الوسطى حوالي عام 1820 تُظهر مملكة بروسيا (الأزرق) والإمبراطورية النمساوية (الصفراء) والدول الألمانية المستقلة (الرمادي). يمثل الخط الأحمر حدود الاتحاد الألماني؛ كل من بروسيا والنمسا يسيطران على أراضي خارج الاتحاد.

كانت «المسألة الألمانية» نقاشًا في القرن التاسع عشر، وخصوصًا أثناء ثورات عام 1848، حول أفضل طريقة لتحقيق توحيد ألمانيا. من عام 1815 إلى عام 1866، كان هناك حوالي 37 دولة مستقلة تتحدث الألمانية في الاتحاد الألماني. و Großdeutsche Lösung («الحل الألماني الكبير») فضل توحيد جميع الشعوب الناطقة بالألمانية في ظل دولة واحدة، وروجت من قبل الإمبراطورية النمساوية ومؤيديها. Kleindeutsche Lösung («الحل الألماني الأصغر») سعى فقط إلى توحيد ولايات شمال ألمانيا ولم يشمل النمسا؛ هذا الاقتراح حظي بموافقة مملكة بروسيا.
يشار إلى الحلول أيضًا بأسماء الدول التي اقترحوا إنشاؤها، Kleindeutschland وGroßdeutschland («ألمانيا الصغرى» و «ألمانيا الكبرى»). كانت كلتا الحركتين جزءًا من القومية الألمانية المتنامية. واستندوا أيضًا إلى جهود معاصرة مماثلة لإنشاء دولة أمة موحدة من الأشخاص الذين شاركوا في العرق واللغة المشتركة، مثل توحيد إيطاليا من قبل مجلس سافوي والثورة الصربية.
خلال الحرب الباردة، أشار المصطلح أيضًا إلى المسائل المتعلقة بتقسيم ألمانيا وإعادة توحيدها.

## خلفية

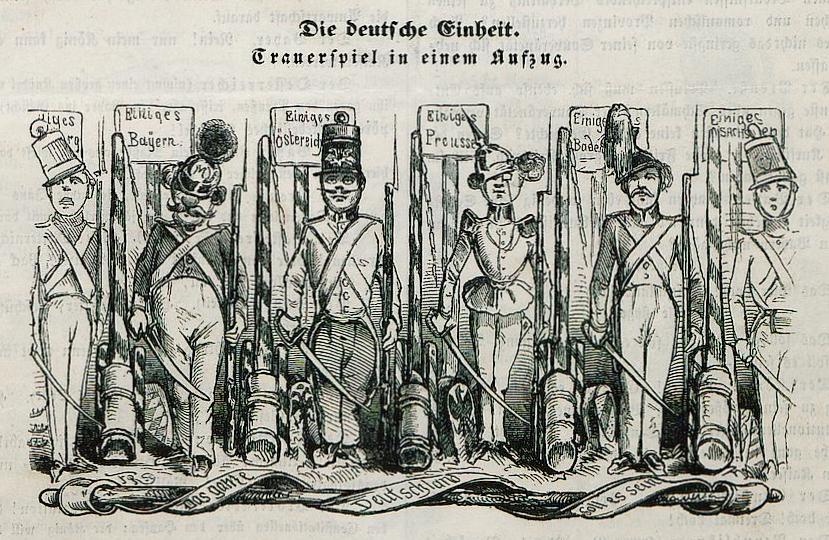
الوحدة الألمانية كإخفاق مع كل دولة ترى نفسها منفصلة. Münchner Leuchtkugeln من Münchner Leuchtkugeln ، 1848.

في 6 أغسطس 1806، تنازل الإمبراطور هابسبورج فرانسيس الثاني عن عرش الإمبراطورية الرومانية المقدسة خلال حروب نابليون مع فرنسا، وبذلك أنهى الإمبراطورية الفضفاضة. على الرغم من اسمها اللاحق «للأمة الألمانية»، فإن الإمبراطورية الرومانية المقدسة لم تكن أبداً دولة قومية. بدلاً من ذلك، كان على حكامها على مر القرون مواجهة فقدان السلطة المستمر لدولها الإمبراطورية المكونة لها. أثبتت حرب الثلاثين عامًا الكارثية أنها مميتة بشكل خاص لسلطة الإمبراطور الروماني المقدس، حيث تطورت أقوى كيانين، وهما هابسبورج النمساويين وبراندنبورغ-بروسيا، إلى قوى أوروبية مطلقة متنافسة مع أراضي تتجاوز الحدود الإمبراطورية. انشققت دول المدن الصغيرة، في الوقت نفسه. في القرن الثامن عشر كانت الإمبراطورية الرومانية المقدسة تتألف من أكثر من 1800 منطقة منفصلة تحكمها سلطات.
لقد توجت ظاهرة الازدواجية الألمانية في البداية بحرب الخلافة النمساوية وتجاوزت الثورة الفرنسية وهيمنة نابليون على أوروبا. في مواجهة تفكك الإمبراطورية الرومانية المقدسة، أعلن بيت هابسبورغ الحاكم الإمبراطورية النمساوية في أراضي مملكة هابسبورغ بدلاً من ذلك، مع الاحتفاظ باللقب الإمبراطوري. أسست استعادة القانون في عام 1815 بموجب الوثيقة الختامية لمؤتمر فيينا الاتحاد الألماني، الذي لم يكن أمة بل رابطة فضفاضة من الدول ذات السيادة على أراضي الإمبراطورية الرومانية المقدسة السابقة.
في حين أن عددًا من العوامل أثرت على الولاءات، إلا أن أبرزها كان الدين. Großdeutsche Lösung من شأنه أن ينطوي على موقف مهيمن للنمسا الكاثوليكية، أكبر وأقوى دولة ألمانية في أوائل القرن التاسع عشر. نتيجة لذلك، فضل الكاثوليك والدول الصديقة للنمسا عادة Großdeutschland. إن توحيد ألمانيا بقيادة بروسيا سيعني سيطرة الدولة البروتستانتية في هوهنزوليرن على الدولة الجديدة، وهو خيار أكثر قبولا لدول شمال ألمانيا البروتستانتية. كان هناك عامل معقد آخر وهو ضم الإمبراطورية النمساوية لعدد كبير من غير الألمان، مثل المجريين والرومانيين والصرب والكروات والتشيك. كان النمساويون مترددين في دخول ألمانيا الموحدة إذا كان ذلك يعني التخلي عن أراضيهم غير الناطقة بالألمانية.

## ثورة مارس

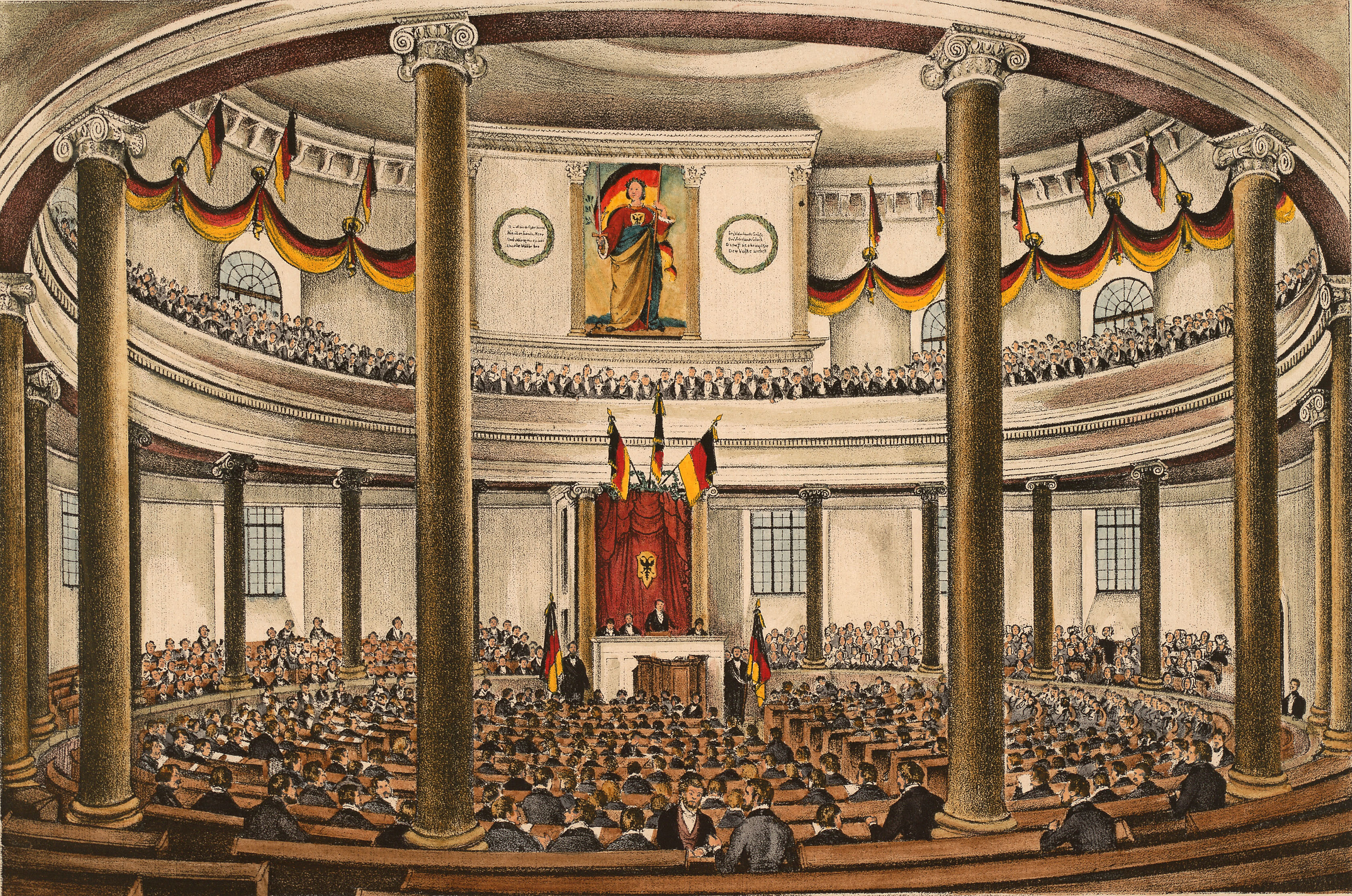
أول جمعية وطنية ألمانية في كنيسة القديس بولس، فرانكفورت 1848/49

في عام 1848، اتحد الليبراليون والقوميين الألمان مع الثورة، وشكلوا برلمان فرانكفورت. طالبت الحركة الألمانية الكبرى داخل هذه الجمعية الوطنية بتوحيد جميع الأراضي المأهولة بالسكان الألمان في دولة واحدة. بشكل عام، فضل اليسار الجمهوري Großdeutsche Lösung، في حين أن الوسط الليبرالي فضل Kleindeutsche Lösung مع الملكية الدستورية.
جادل أولئك الذين يدعمون Großdeutsche بأنه منذ أن حكم هابسبورغ الإمبراطورية الرومانية المقدسة لمدة 400 عام تقريبًا من عام 1440 إلى 1806 (الاستراحة الوحيدة التي انقضت من انقراض خط ذكر هابسبورغ في عام 1740 إلى انتخاب فرانسيس الأول في عام 1745) قيادة الأمة الموحدة. ومع ذلك، شكلت النمسا مشكلة لأن هابسبورغ حكم أجزاء كبيرة من الأراضي غير الناطقة بالألمانية. وكانت أكبر منطقة من هذا القبيل هي مملكة المجر، التي تضم أيضًا عددًا كبيرًا من السكان السلوفاكيين والرومانيين والكرواتيين. تضم النمسا أيضًا العديد من الممتلكات التي تضم في الغالب سكانًا غير ألمانيين، بما في ذلك التشيك في الأراضي البوهيمية والبولنديين والروسين والأوكرانيين في مقاطعة غاليسيان والسلوفينية في كارنيولا والإيطاليين في لومباردي-فينيتيا وترينتو، والتي كانت لا تزال مدمجة في التاج التيرولي الأرض، وكلها تشكل الجزء الأكبر من الإمبراطورية النمساوية. باستثناء بوهيميا وكارنيولا وترينتو، لم تكن هذه المناطق جزءًا من الاتحاد الألماني لأنها لم تكن جزءًا من الإمبراطورية الرومانية المقدسة السابقة، ولم يرغب أي منهم في الانضمام إلى دولة قومية ألمانية. السياسي التشيكي František Palacký رفض صراحة التفويض المعروض على جمعية فرانكفورت، مشيرًا إلى أن الأراضي السلافية لإمبراطورية هابسبورغ لم تكن موضع نقاش ألماني. من ناحية أخرى، بالنسبة لرئيس الوزراء النمساوي الأمير فيليكس من شوارزنبرج، كان انضمام الإمبراطورية هابسبورج ككل فقط مقبولًا لأنها لم تكن تنوي الانفصال عن ممتلكاتها غير الألمانية وتفكيكها من أجل البقاء في ألمانيا بأكملها الإمبراطورية.

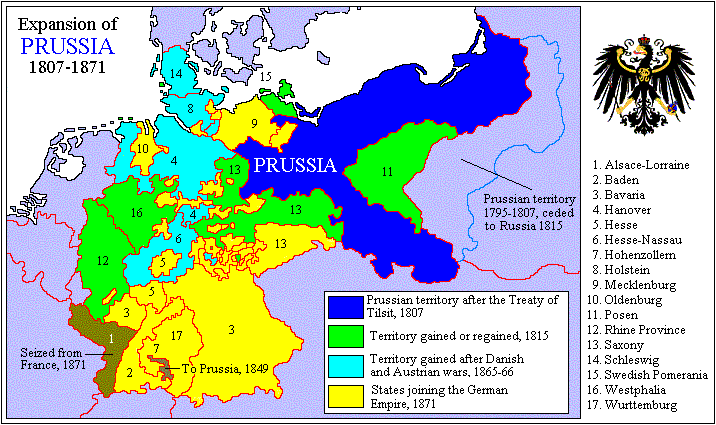
توسع بروسيا في الإمبراطورية الألمانية من عام 1807 (الأزرق الداكن): تم إضافة مناطق خضراء وفقًا لكونغرس 1815 في فيينا ، وهي أقاليم زرقاء فاتحة بعد الحرب البروسية النمساوية عام 1866. انضمت الأراضي الصفراء إلى الإمبراطورية الألمانية في عام 1871 بعد الحرب الفرنسية البروسية.

وبالتالي، قام بعض أعضاء الجمعية وبالتحديد بروسيا بالترقية إلى Kleindeutsche Lösung الذي استبعد الإمبراطورية النمساوية بأكملها بممتلكاتها الألمانية وغير الألمانية. وجادلوا بأن بروسيا، باعتبارها الدولة العظمى الوحيدة التي تضم غالبية سكانها الناطقين بالألمانية، يجب أن تقود ألمانيا الموحدة. ومع ذلك، ينص الدستور الذي صاغ على إمكانية انضمام النمسا دون ممتلكاتها غير الألمانية في وقت لاحق. في 30 مارس 1849، قدم برلمان فرانكفورت التاج الإمبراطوري الألماني للملك فريدريك ويليام الرابع ملك بروسيا، الذي رفضه. لقد فشلت الثورة ولم تفلح محاولات عديدة من قبل الأمير شوارزنبرج لبناء اتحاد ألماني برئاسة النمسا.

## الحرب البروسية النمساوية والحرب الفرنسية البروسية

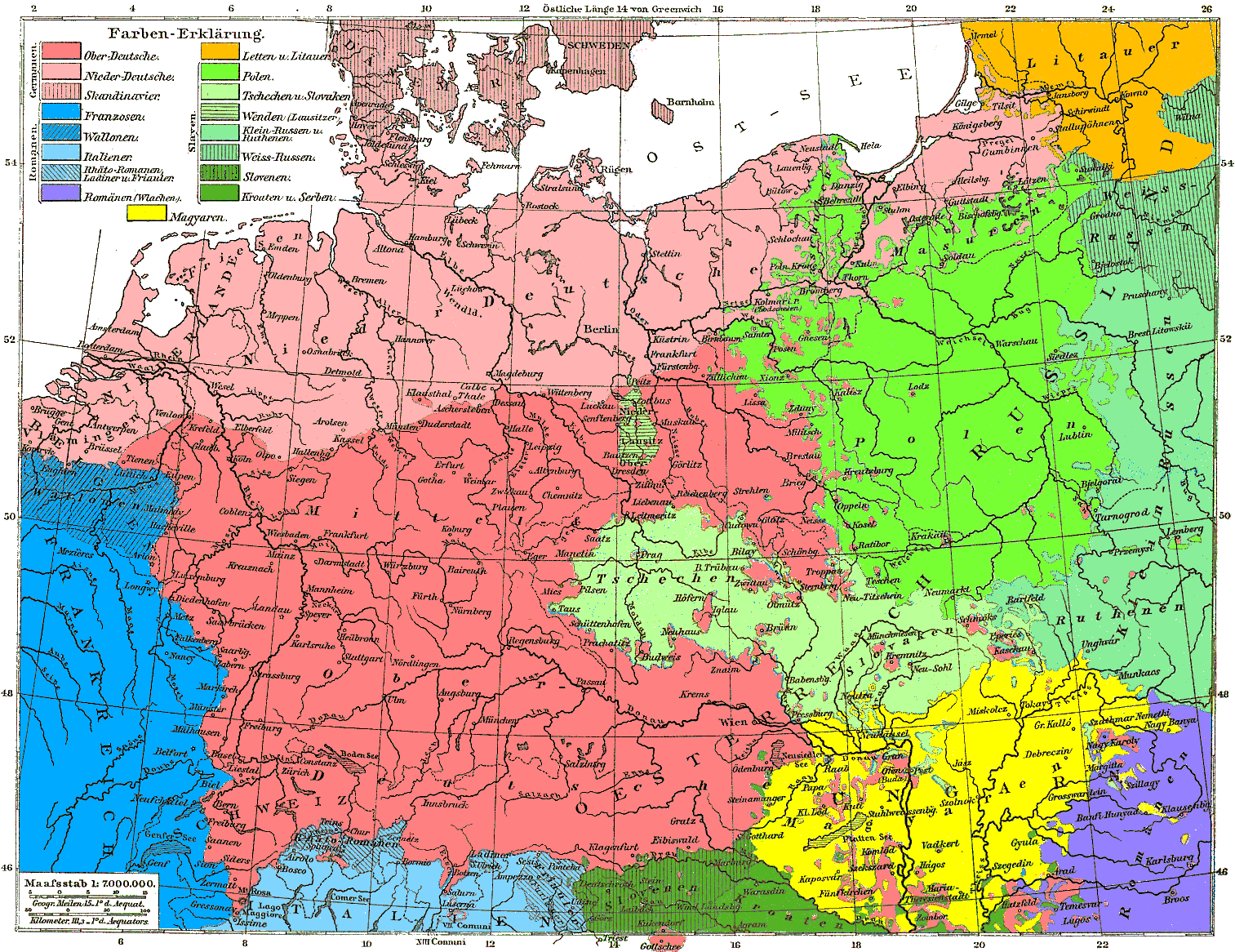
خريطة لغوية من أطلس ألماني، طبع عام 1881

تم إنهاء هذه الجهود أخيرًا بعد هزيمة النمسا المهينة في الحرب البروسية النمساوية عام 1866. بعد سلام براغ، تابعت المستشار البروسي أوتو فون بسمارك ، التي كانت الآن على رأس السياسة الألمانية، طرد النمسا وتمكنت من توحيد جميع الدول الألمانية باستثناء النمسا تحت القيادة البروسية، بينما اهتزت أراضي هابسبورج بفعل النزاعات القومية العرقية، تم حلها ظاهريًا فقط مع التسوية النمساوية المجرية لعام 1867.
في نفس الوقت، أسس بسمارك الاتحاد الألماني الشمالي، وسعى لمنع الكاثوليك النمساويين والبافاريين في الجنوب من أن يكونو القوة المهيمنة في ألمانيا البروسية البروتستانتية. استخدم بنجاح الحرب الفرنسية البروسية لإقناع الدول الألمانية الأخرى بما في ذلك مملكة بافاريا بالوقوف مع بروسيا ضد الإمبراطورية الفرنسية الثانية؛ النمسا - المجر لم تشارك في الحرب. بعد انتصار بروسيا السريع، تم تسوية النقاش لصالح Kleindeutsche Lösung في عام 1871. استخدم بسمارك المكانة المكتسبة من النصر للحفاظ على التحالف مع بافاريا وأعلن الإمبراطورية الألمانية. أصبحت البروتستانتية بروسيا القوة المهيمنة للدولة الجديدة، وتم استبعاد النمسا-المجر المتبقية منفصلة نظام الحكم. ساد الحل الألماني الأصغر.

## التأثير في وقت لاحق

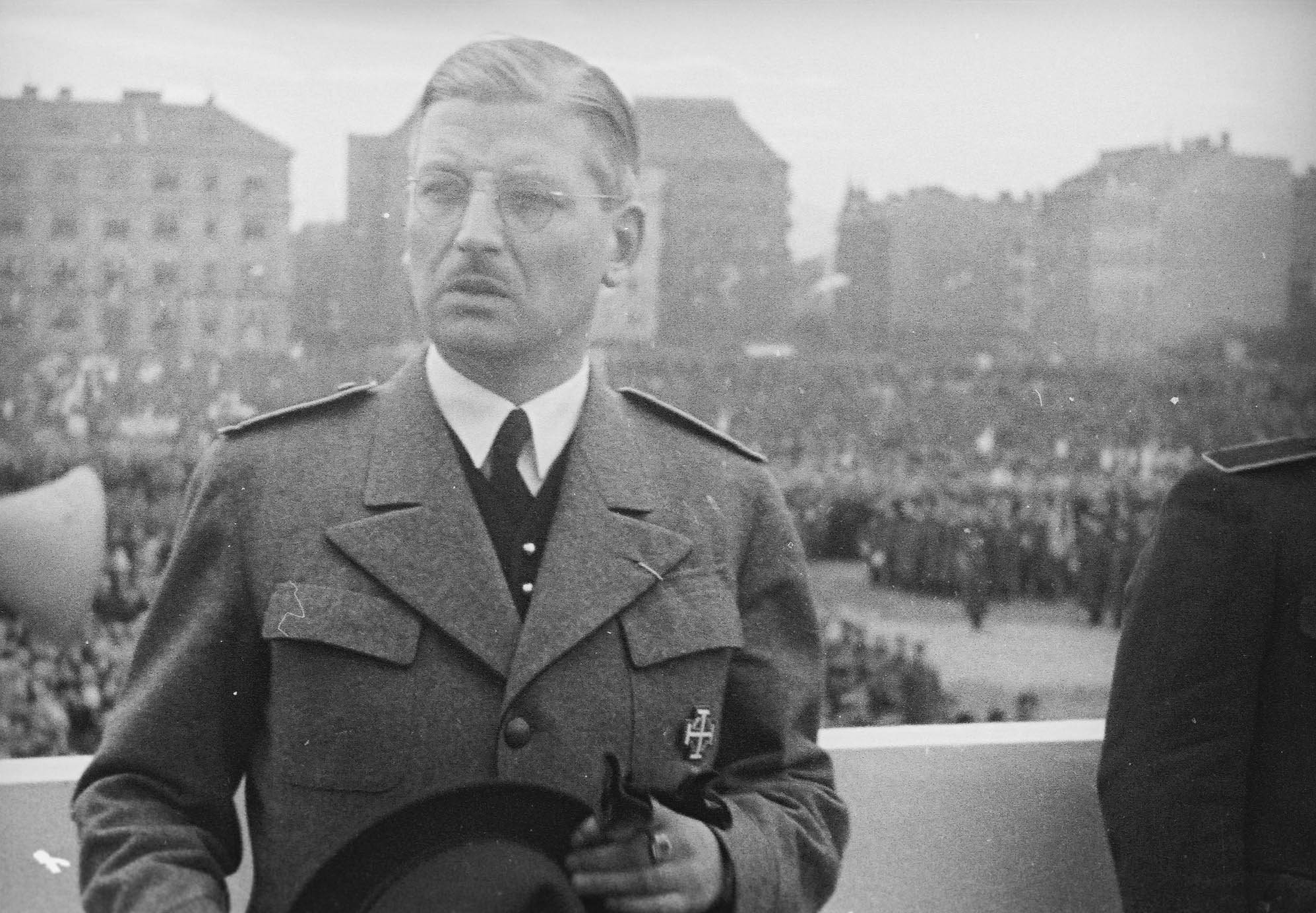
كورت شوشنيغ، المستشار النمساوي من 1934 إلى 1938، عارض بشدة ضم هتلر للنمسا إلى الرايخ الثالث.

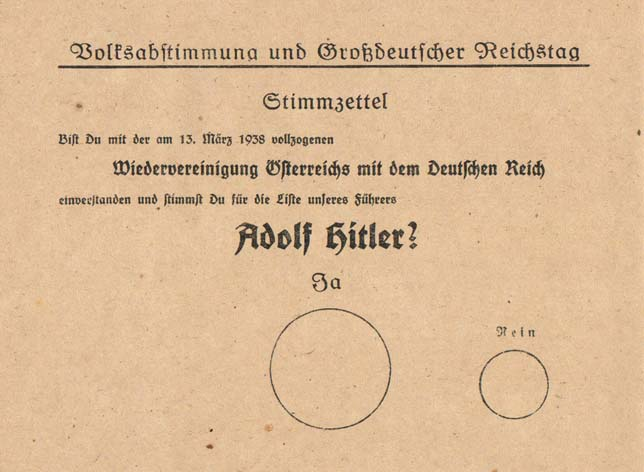
الاقتراع من 10 أبريل 1938. يقول نص الاقتراع "هل توافق على إعادة توحيد النمسا مع الرايخ الألماني الذي تم سنه في 13 مارس 1938، وهل تصوت لصالح حزب زعيمنا أدولف هتلر؟" الدائرة الكبيرة تحمل علامة "نعم"، أصغر "لا".

فكرة الأقاليم النمساوية التي تضم عددًا كبيرًا من الناطقين بالألمانية ينضمون إلى دولة ألمانية كبرى، حافظت عليها بعض الدوائر في كل من النمسا والمجر وألمانيا. تمت ترقيته مرة أخرى بعد انتهاء الحرب العالمية الأولى وحل الملكية النمساوية الهنغارية في عام 1918 بإعلان الدولة الألمانية النمساوية. حاول المؤيدون دمج النمسا الألمانية في جمهورية فايمار الألمانية؛ ومع ذلك، فقد تم حظر هذا بموجب شروط كل من معاهدة سان جرمان ومعاهدة فرساي، على الرغم من أن الأحزاب السياسية النمساوية الكبرى مثل حزب الشعب الألماني الكبير أو الديمقراطيين الاجتماعيين تابعت هذه الفكرة.
ركزت Austrofascism للنمسا بين عامي 1934 و1938 على تاريخ النمسا وعارضت استيعاب النمسا في الرايخ الثالث (وفقًا للاعتقاد بأن النمساويين كانوا «ألمان أفضل»)  والمستشار النمساوي كورت شوشنيغ (1934-1938) وصفت النمسا بأنها «دولة ألمانية أفضل» لكنها كافحت للحفاظ على استقلال النمسا. ومع ذلك، استمرت رغبة القوميين الألمان في إقامة دولة قومية موحدة تضم جميع الألمان في ألمانيا الكبرى.

في عام 1938، أكمل أدولف هتلر، وهو ألماني نمساوي المولد، اتحاده الذي طال انتظاره بين مسقط رأسه النمسا وألمانيا (آنشلوس)، والتي انتهكت شروط معاهدة فرساي. وقد قوبل هذا بموافقة ساحقة من الشعب الألماني النمساوي. على عكس الوضع السياسي في القرن التاسع عشر، كانت النمسا ظلًا لقوتها السابقة في عام 1938، وأصبحت إلى حد بعيد الشريك التابع في الدولة الموحدة الناطقة بالألمانية الجديدة. في إشارة إلى "الحل الألماني الأكبر" في القرن التاسع عشر، تمت الإشارة إلى الدولة الموسعة باسم " Großdeutsches Reich ("الرايخ الألماني الكبير") والعامية باسم Großdeutschland. كانت الأسماء غير رسمية في البداية، لكن التغيير إلى Großdeutsches Reich أصبح رسميا في عام 1943. وكذلك ألمانيا (حدود ما قبل الحرب العالمية الثانية)، والنمسا والألزاس - لورين، وGroßdeutsches Reich شملت دوقية لوكسمبورغ الكبرى وسوديتنلاند وبوهيميا ومورافيا وإقليم ميميل والمناطق البولندية التي ضمتها ألمانيا النازية ودولة دانزيج الحرة وأراضي "الحكومة العامة" (أراضي بولندا الخاضعة للاحتلال العسكري الألماني). 

الرايخ الألماني الكبير في عام 1943

### شرق وغرب ألمانيا وإعادة التوحيد

حدود منطقة الاحتلال في ألمانيا، 1947. تظهر الأراضي الواقعة شرق خط أودر-نايسه تحت الإدارة البولندية والسوفيتية ومحمية سار باللون الأبيض.

استمر هذا التوحيد حتى نهاية الحرب العالمية الثانية. مع هزيمة النظام النازي في عام 1945، تم فصل «ألمانيا الكبرى» إلى ألمانيا الغربية وألمانيا الشرقية والنمسا من قبل قوات الحلفاء. بالإضافة إلى ذلك، جُرِّدت ألمانيا من جزء كبير من شرق ألمانيا التاريخي (أي الجزء الأكبر من بروسيا)، والتي ضُمت في معظمها في بولندا وجزء صغير من الاتحاد السوفيتي. استعادت لوكسمبورغ والتشيك (عبر تشيكوسلوفاكيا) والأراضي السلوفينية (عبر يوغوسلافيا) استقلالها عن ألمانيا.
بدأ تقسيم ألمانيا بإنشاء أربع مناطق احتلال، واستمر في إنشاء دولتين ألمانيتين (ألمانيا الغربية وألمانيا الشرقية)، وتعمق في فترة الحرب الباردة مع جدار برلين من عام 1961 واستمر حتى عام 1989/1990. بعد انتفاضة عام 1953 في ألمانيا الشرقية، تم تحديد عطلة رسمية في جمهورية ألمانيا الاتحادية في 17 يونيو وتمت تسميتها «يوم الوحدة الألمانية»، لتذكير جميع الألمان بالمسألة الألمانية «المفتوحة» (بدون إجابة) die offene Deutsche Frage) وهو ما يعني الدعوة إلى إعادة التوحيد.
أرض ألمانيا الحديثة، بعد إعادة توحيد ألمانيا الشرقية والغربية في عام 1990، هي أقرب إلى ما Kleindeutsche Lösung متصور (إلى جانب حقيقة أن مناطق كبيرة من بروسيا السابقة لم تعد جزءًا من ألمانيا) من Großdeutsche Lösung ، النمسا لا يزال بلد منفصل. بسبب ارتباط الفكرة بالرايخ الثالث، لا توجد مجموعات سياسية سائدة في النمسا أو ألمانيا تدعو إلى «ألمانيا الكبرى» اليوم؛ غالبًا ما يُنظر إلى أولئك الذين يفعلون على أنهم فاشيون و/ أو نازيون جدد.

## وصلات خارجية
- خرائط الثورات الألمانية والأوروبية 1848-1849 والتوحيد الألماني (omniatlas.com)